# Лыковский шишак
Лыковский шишак — арт-объект, победитель Всероссийского конкурса идей новых достопримечательностей «Культурный след» сезона 2018—2019. Посвящён владимирскому древнерусскому декоративно-прикладному искусству домонгольского периода, истокам военной истории и военной археологии России, месту нахождения династического символа русских князей, зарождению российской государственности, знаковому историческому событию — Липицкой битве 1216 года, защитникам владимиро-суздальской земли. Шлем Ярослава Всеволодовича был найден в окрестностях села Лыково в 1808 году. Арт-объект представляет собой стилизованный шлем великого владимирского князя Ярослава Всеволодовича в 10-кратном увеличении.

## Место
Село Лыково Юрьев-Польского района Владимирской области. Площадка в центре села рядом с церковью Покрова Пресвятой Богородицы.

## История
9 августа 1808 года крестьянки села Лыково Анисья Ларионова и Настасья Васильева, находясь в принадлежавшем этому селу лесу, нашли древнерусский шлем. Крестьянки объявили о находке старосте села Лыково Павлу Семенову и сотскому Илье Андрееву. Они же, увидев на шлеме образа, дали знать священнику Михаилу Михайлову. Рассмотрев образа, он сказал, что они во имя Спасителя. И с согласия всех крестьян взял находку в церковь села Лыково. Из лыковской церкви шлем был взят благочинным священником села Чеково Василием Андреевым, и затем передан епископу Владимирскому и Суздальскому Ксенофонту. Епископ Ксенофонт отправил эту находку Александру I, от которого она попала к историку А. Н. Оленину.
На сегодняшний день этот шлем, известный как шлем Ярослава Всеволодовича, древнейший экспонат Оружейной палаты Московского Кремля. Он был одним из первых предметов, с которых началось изучение не только оружия, но и вообще русских древностей. Шлем Ярослава Всеволодовича известен как символ начала российской военной археологии. Он по сути является единственным артефактом, предполагающим свое отношение к месту Липицкой битвы 1216 года, крупнейшему междоусобному сражению домонгольской Руси. Шлем один из ярчайших образцов владимирского древнерусского декоративно-прикладного искусства домонгольского периода, содержит элементы, схожие с характерными сюжетами владимирского белокаменного зодчества того же периода, а также представляет собой уникальный образец части древнерусского княжеского доспеха.
В 2018 году члены Союза краеведов Ополья вышли с инициативой установки памятного объекта, посвященного этому событию. Для реализации этой инициативы было принято решение, участвовать во Всероссийском конкурсе идей новых достопримечательностей «Культурный след». Проект одержал убедительную победу в конкурсе.
2 ноября 2019 года состоялось торжественное открытие арт-объекта «Лыковский шишак».
Арт-объект выполнен из мартеновской стали в виде собранного из 300 фрагментов-пазлов древнерусского шлема- шишака. Такой вид арт-объекта, по задумке автора (скульптор Константин Новиков), олицетворяет саму нашу историю, которая как мозаика собирается из деталей, складывается из разрозненных крупиц, потерянных во времени. Ржавая патина, покрывающая арт-объект, представляет его вид в момент обнаружения крестьянками. На лобной части шишака расположен пазл из нержавеющей стали с текстом рапорта Владимирского губернского прокурора барона Бута. Это исторический документ, фиксирующий нахождение шлема Ярослава Всеволодовича 9 августа 1808 года крестьянками села Лыково.

## Авторы
Автор идеи создания арт-объекта — член Союза краеведов Ополья Иван Карцев.
Автор арт-объекта— скульптор Константин Новиков.

## Значок
В 2019 году был выпущен сувенирный значок «Лыковский шишак 2019», посвящённый открытию арт-объекта.
Сейчас значок «Лыковский шишак 2019» один из экспонатов Государственного исторического музея.